# Hermann Biow
Hermann Biow, né vers 1803 à Breslau en Silésie et mort le 20 février 1850 à Dresde, est un photographe daguerréotypiste prussien, pionnier de la photographie, actif à Hambourg.

## Biographie
Carl Hermann Biow est le fils du peintre Raphael Biow (de) et de son épouse Rahel (ou Resel), surnommée Rosalie, Scholin, tous deux de confession juive. Il a deux sœurs, Bluma, née le 4 mars 1804, et Jenny née le 30 avril 1813.
Sa formation n'est pas connue. Il est attesté comme peintre à Breslau en 1823 en même temps que son père : « Herr Biow der Vater [...] Herr Biow d. Sohn » dans l'article d'un périodique local consacré à une exposition d'art. En 1836, il vit à Berlin en tant que peintre et lithographe. En juillet 1837, il s'installe à Hambourg. En 1838, Biow publie et illustre d'une lithographie une esquisse biographique sur le violoniste norvégien Ole Bull ; il écrit des critiques de théâtre dans la revue Originalien aus dem Gebiete der Wahrheit, Kunst, Laune und Phantasie.
Un mois après la publication du brevet du daguerréotype par Louis Daguerre en août 1839, les numéros 29 du 14 septembre et 30 du 21 septembre 1839 de l'Allgemeine Polytechnische Journal présentent le procédé en détail dans un article intitulé : « Das Daguerrotyp und Liepmann's Oelbilderdruck »,. Deux mois plus tard, en octobre 1839, le mécanicien Rudolph Koppel fabrique des daguerréotypes à Hambourg et à la fin de l'année 1839, les premiers daguerréotypes de Paris sont exposés dans le magasin d'art des frères Spiro sur le Bleichenbrücke et chez l'opticien Edmund Gabory.
On ignore de quelle façon Hermann Biow s'est formé à cette nouvelle technique ; il ouvre un atelier de photographie dans le quartier d'Altona à Hambourg le 15 septembre 1841 ; le 12 mai 1843, il fait paraître une annonce sur son « meines neuerbauten Daguerreotyp-Ateliers [nouvel atelier de daguerréotypes] » installé au 24 Neuen Wall.
De septembre 1842 à fin mars 1843, Biow s'associe avec le photographe Carl Ferdinand Stelzner ; ils gèrent un atelier de daguerréotypes au 32 de la Caffamacherreihe à Hambourg. De nouveau indépendant à partir de 1843, il gère son propre atelier, travaille à partir de 1845 avec sa sœur Jenny Bossard-Biow ; lors d'un de ses voyages en 1846, celle-ci dirige l'atelier,. En mai 1848, il se rend à Francfort et photographie plusieurs membres du Parlement de Francfort ; ces portraits sont exposés à Leipzig à l'automne 1848 et à Dresde à partir d'avril 1849 ; la plupart sont lithographiés.
En 1848, sa sœur reprend l'atelier de Hambourg et il fonde en 1849 un nouveau studio à Dresde, qui subit des dégats lors du soulèvement de mai 1849.
Hermann Biow meurt à Dresde le 20 février 1850, au début de la quarantaine, d'une maladie du foie qui pourrait être due à l'inhalation de vapeurs de mercure lors de la fabrication des daguerréotypes.

## Photographies
Hermann Biow pratique la technique du daguerréotype ; contrairement à nombre de ses contemporains qui ne réalisaient que des daguerréotypes de petite taille, il a également expérimenté des images de grande taille, jusqu'à 32 x 26 cm.
C'est un photographe portraitiste, connu de son vivant pour ses photographies d'hommes politiques, de célébrités et de citoyens aisés de Hambourg, notamment Franz Liszt, Alexander von Humboldt, Karl August Varnhagen von Ense, le roi de Prusse Frédéric-Guillaume IV. S'y ajoutent ses portraits de parlementaires réalisés lors de la première assemblée nationale allemande dans l'église Saint-Paul à Francfort en 1848-1849 ; ces photographies sont exposées à Francfort en octobre 1848, à Leipzig à l'automne 1848 et à l'Association artistique de Saxe à Dresde en avril 1849, et font l'objet d'une publication en livraisons sous forme de lithographies en 1848 : Die Männer des deutschen Volks besonders nach Biow's Lichtbildern.
Biow est aujourd'hui considéré comme un précurseur de la photographie documentaire allemande : après l'incendie de Hambourg en mai 1842, il réalise 46 daguerréotypes des ruines de la ville,. Il les propose à l'achat à l'Association d'histoire d'Hambourg (de), qui décline, en estimant le prix demandé trop élevé. À l'exception de trois plaques conservées à Hambourg, au Museum für Hamburgische Geschichte et au Museum für Kunst und Gewerbe, leur localisation est inconnue aujourd'hui.

### Portraits

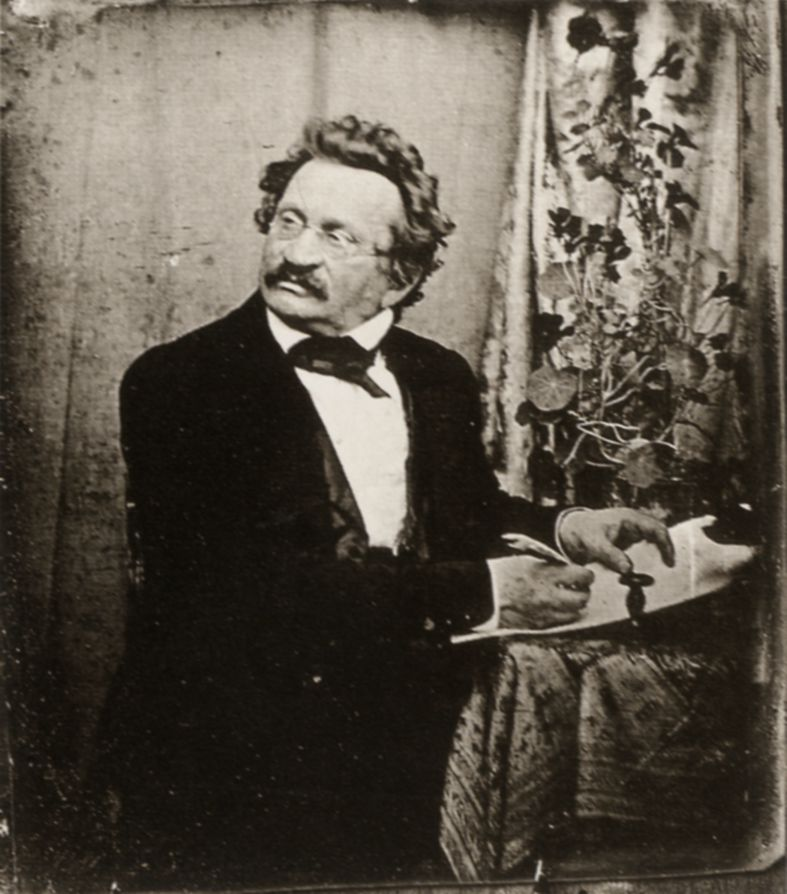
L'écrivain satirique Moritz Gottlieb Saphir, 1843.
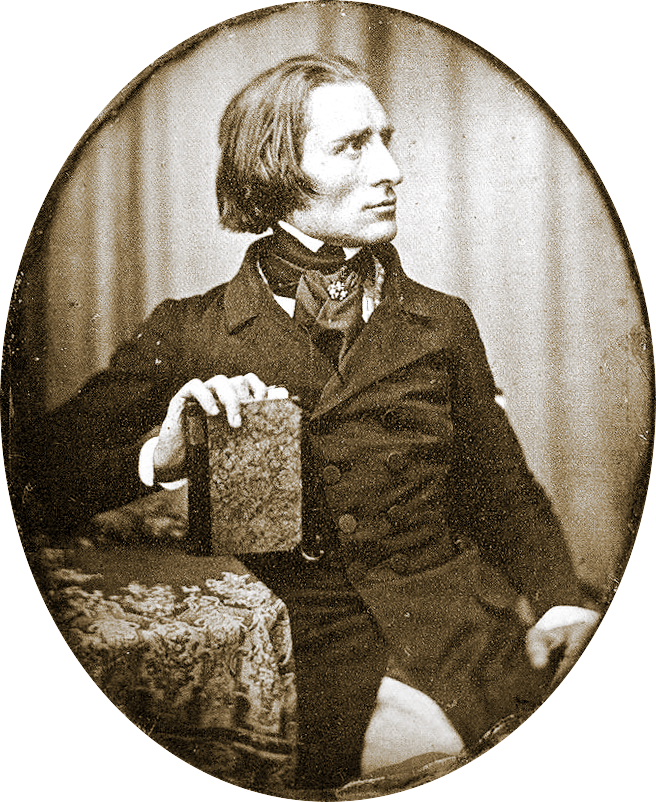
Franz Liszt, 1843.
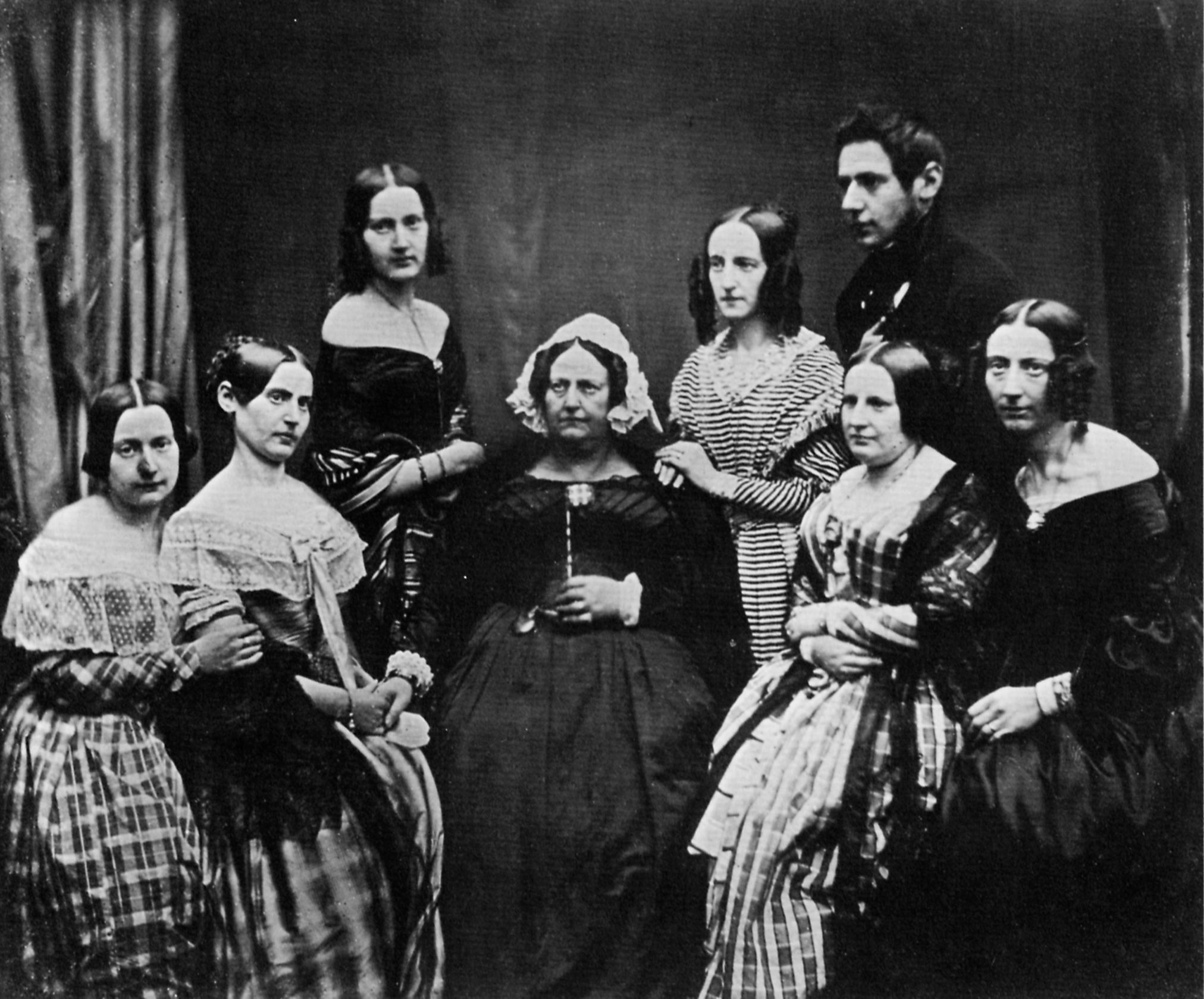
Suzanne Hahn et sept de ses onze enfants, 1843.
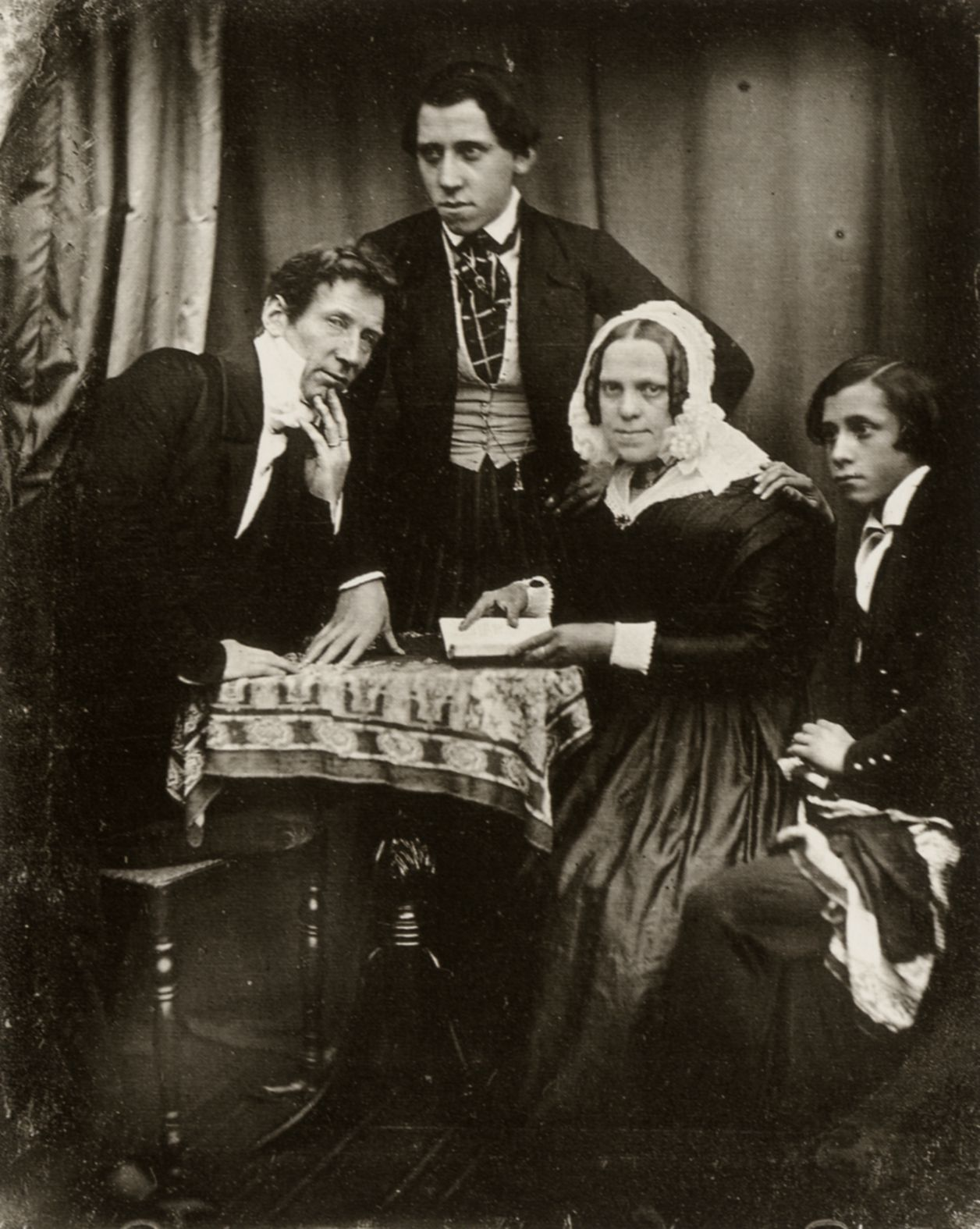
L'opticien Andreas Krüß et sa famille, 1845.
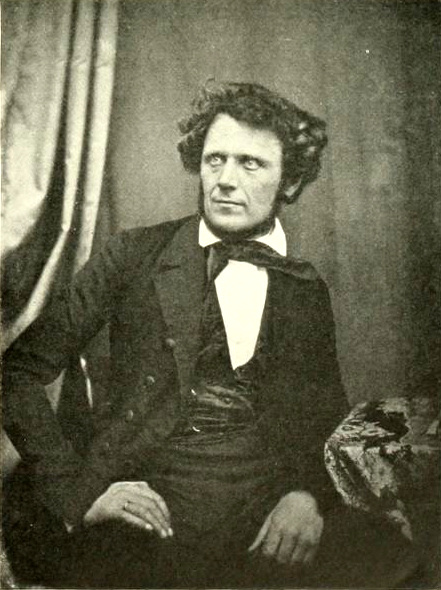
Le peintre Adolph Friedrich Vollmer, vers 1845.
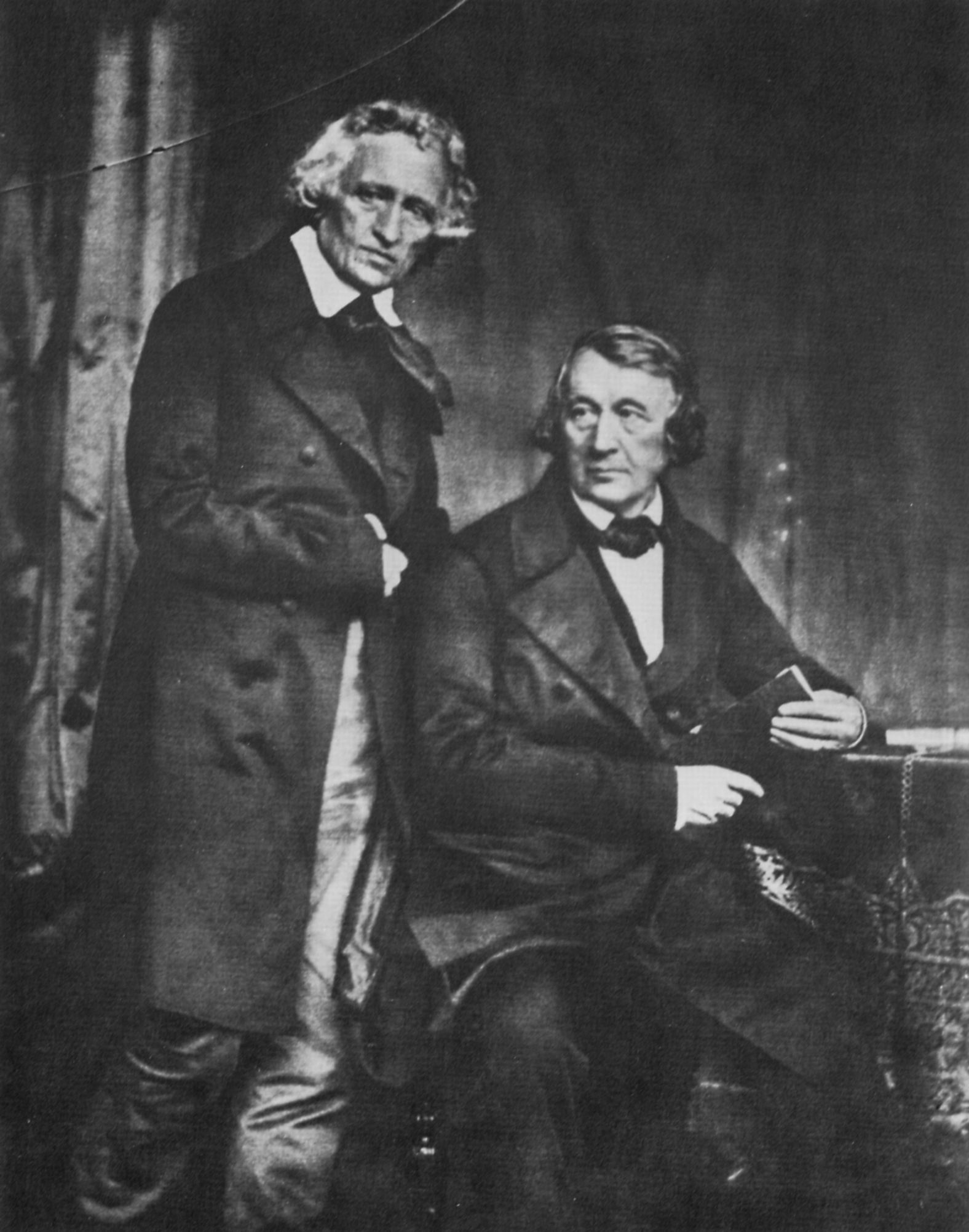
Les frères Grimm, 1847.
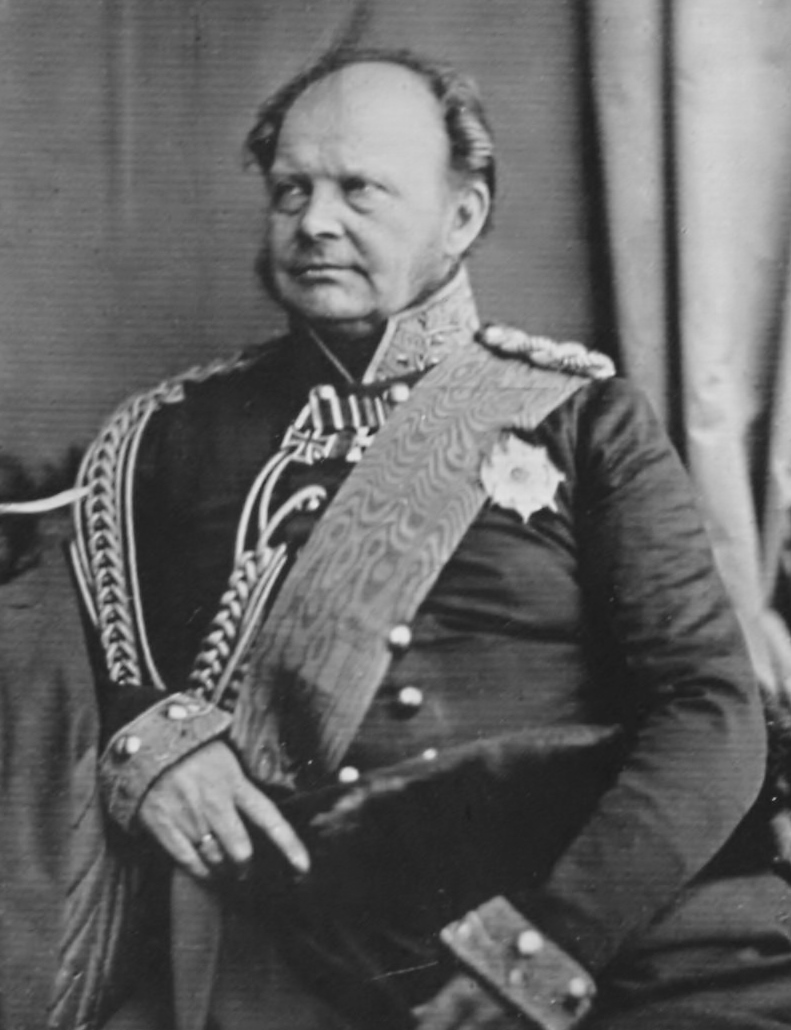
Le roi de Prusse Frédéric-Guillaume IV, 1847.
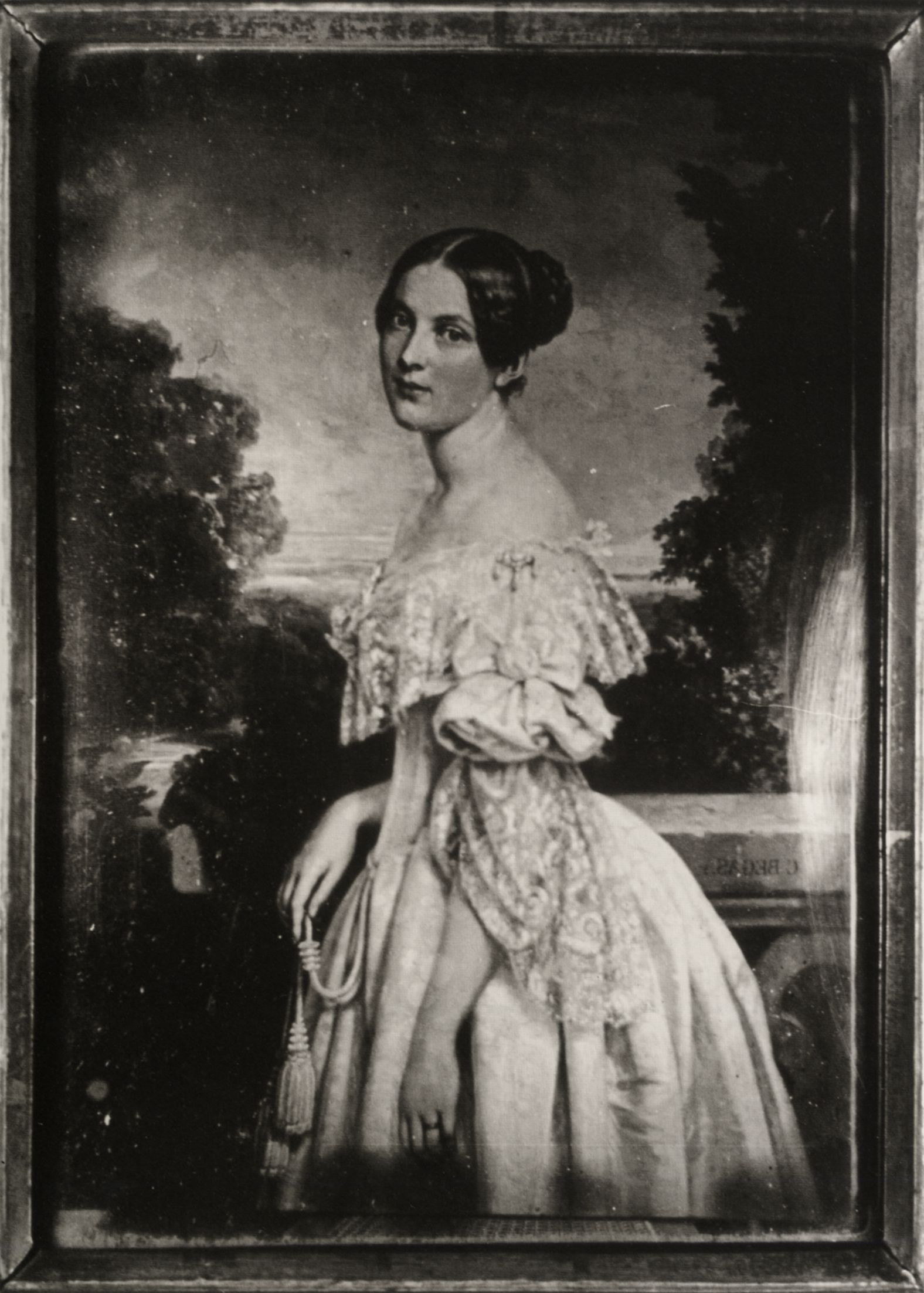
Marie, comtesse de Stolberg-Wernigerode, 1847.
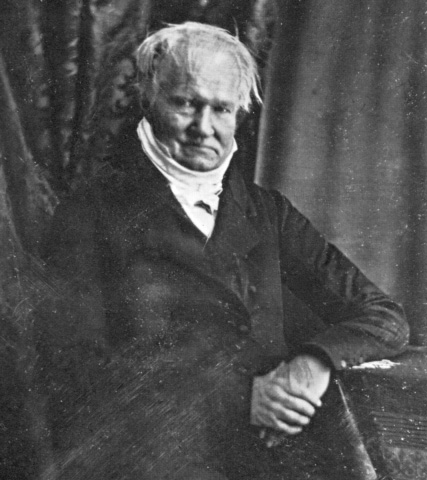
Alexander von Humboldt, 1847[17].

### Hambourg après l'incendie de 1842: les trois daguerréotypes conservés

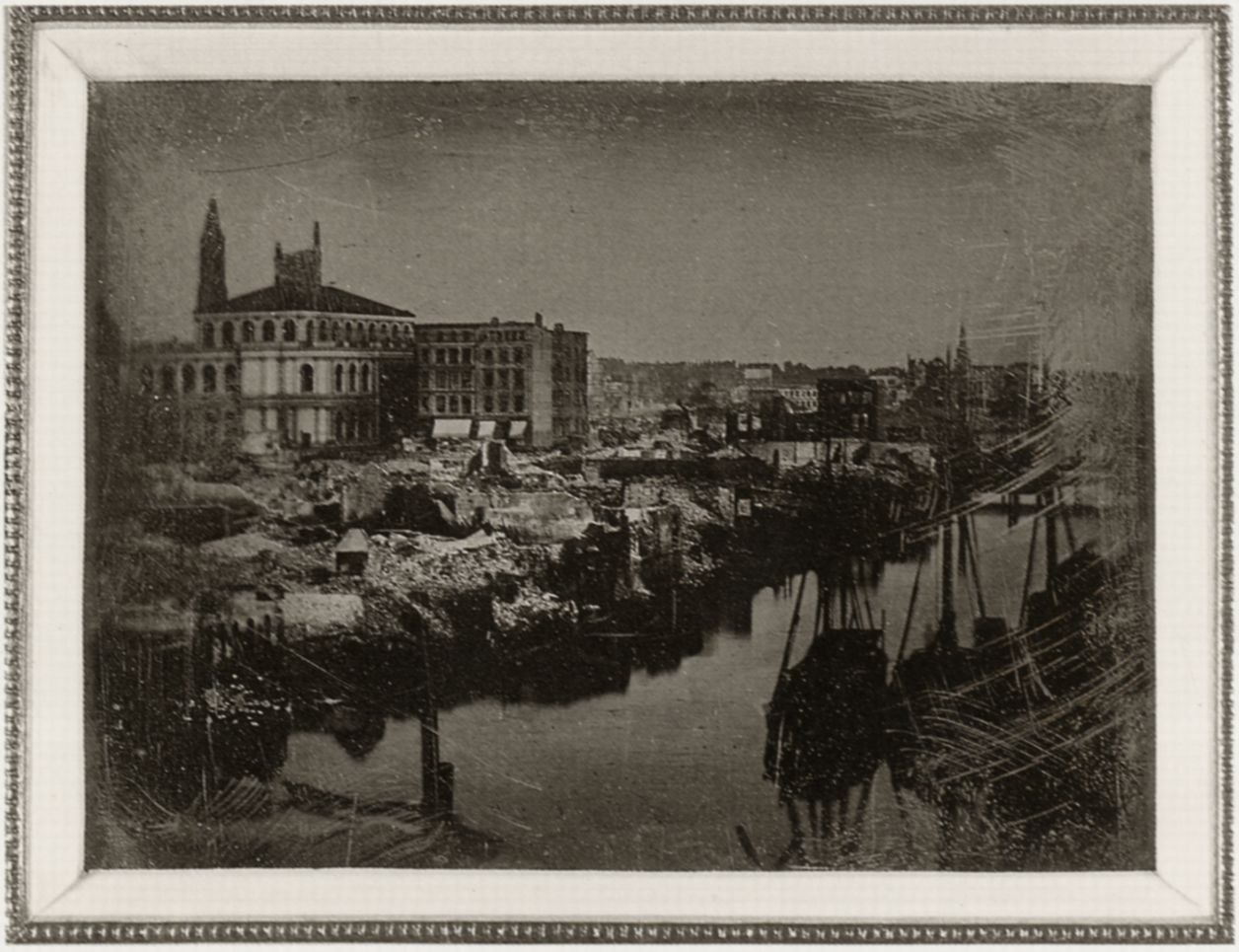
La nouvelle Bourse.
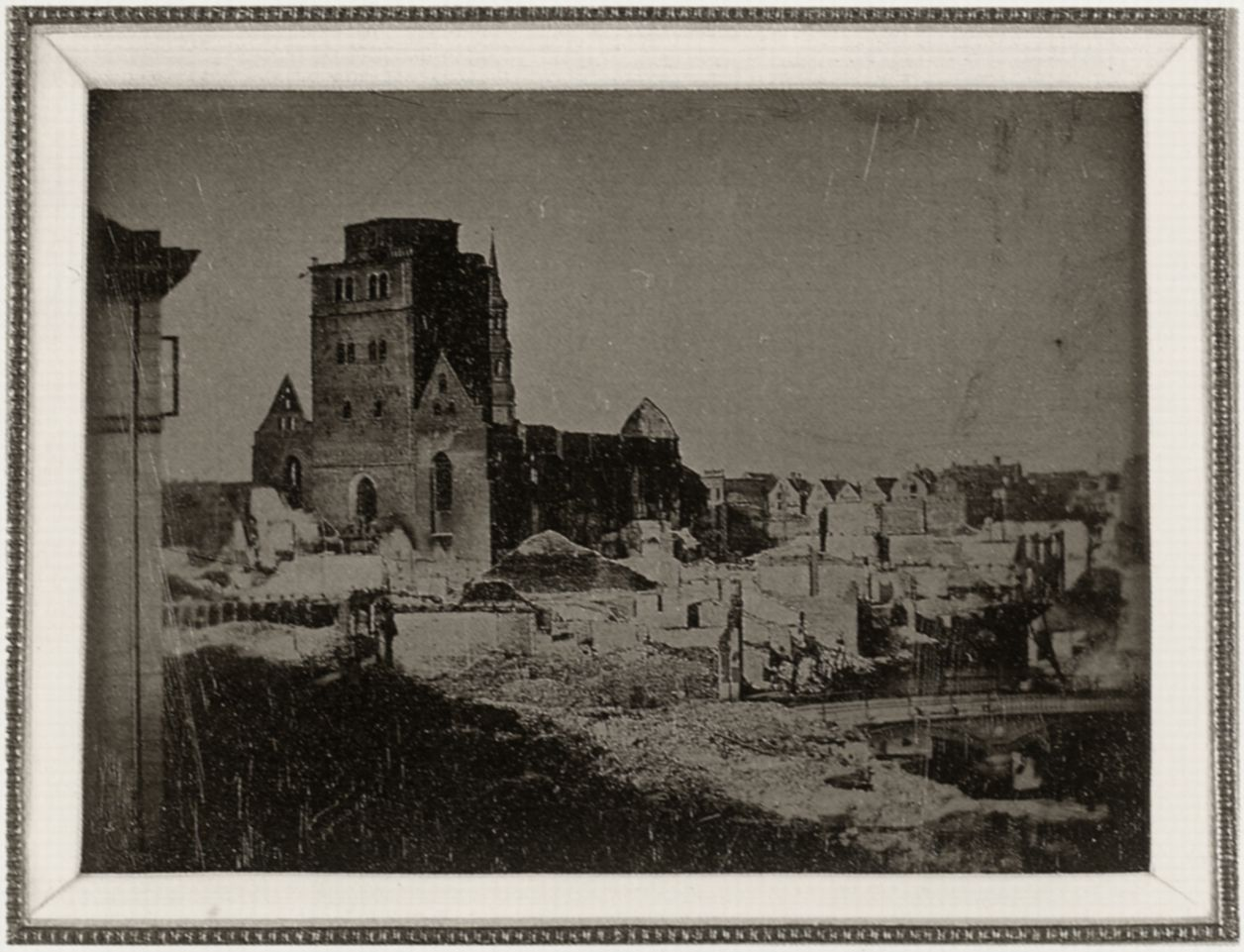
L'église Saint-Nicolas.
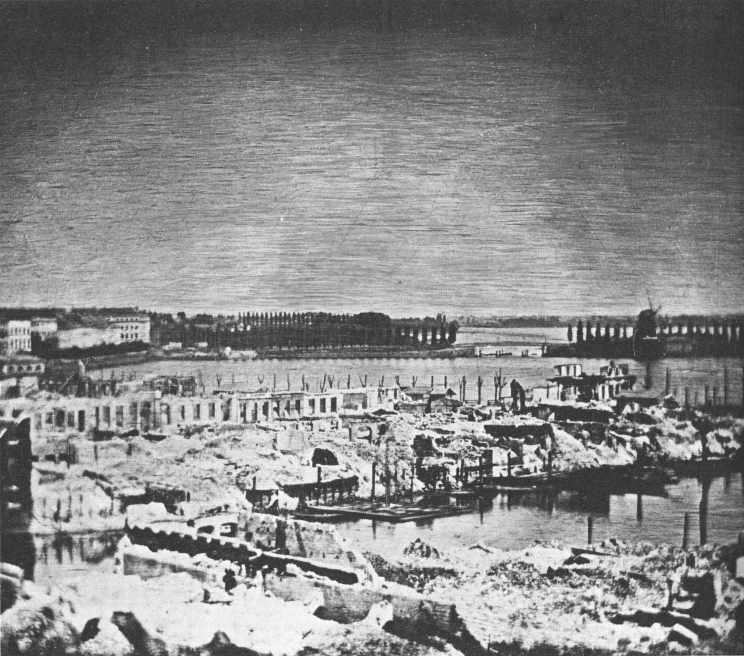
Ruines, vue prise depuis le toit de la Bourse en direction du pont Lombardsbrücke.

## Publications
- (de) « Ole Bull, eine biografische Skizze », Hambourg, J. C. H. Witt, 1838.
- Die Männer des deutschen Volks besonders nach Biow's Lichtbildern auf Stein gezeichnet von Schertle und Hickmann, oder Deutsche National-Gallerie, Francfort, Verlag der S. Schmerber'schen, 1848 (Lire en ligne).

## Collections
- Musée des beaux-arts du Canada, Ottawa[18].

## Expositions collectives
- 29 septembre 2017 - 7 janvier 2018 : Die Macht des Porträts : Positionen der Menschenfotografie, Gleimhaus (de), Museum der Deutschen Aufklärung, Halberstadt[19].